# Hélène Honnorat
 (janvier 2023).
Hélène Honnorat, née le 23 mai 1947 à Arcachon, est une romancière française , auteure de récits et de nouvelles, également sous divers pseudonymes.

## Biographie
Hélène Honnorat est née à Arcachon, d’un père ingénieur et d’une mère au foyer. À seize ans, elle publie ses premières nouvelles ; à dix-huit, elle effectue ses premiers sauts en parachute.
Elle poursuit ses études supérieures à Perpignan puis à Montpellier, où elle mène à temps partiel d’autres activités (« chien d’aveugle, femme de ménage, ouvrière à la chaîne »), tout en continuant à pratiquer le  parachutisme sportif et la chute libre (607 sauts au total).
À vingt et un ans, sous le pseudonyme Dominique Piett, elle signe un contrat avec les éditions Buchet-Chastel pour son roman, adapté ensuite sous forme de série à la télévision française, suisse et allemande : Le Dessous du ciel.
Elle obtient une licence de parachutisme professionnel, une licence de lettres modernes, une maîtrise et un CAPES.
Détachée du ministère de l'Éducation nationale au ministère français des Affaires étrangères, elle occupe différents postes à Sri Lanka, en Indonésie, en Malaisie et en Amérique centrale.
Elle a deux filles.

## Publications

### Sous le pseudonyme Mika
- Des nouvelles, pour le magazine Top Réalités Jeunesse du groupe Réalités.

### Sous le pseudonyme Dominique Piett
- La Gueule du loup, roman (Buchet-Chastel), 1979
- Le Dessous du ciel, roman (Buchet-Chastel), 1968

### Sous son nom
- KL, complots et caducées[7],[8],[9],[10], roman (Gope), mars 2023, format papier, 180 p. (ISBN 9782494118027)[11]
- Sois sage, ô mon bagage...[12], essai (Yovana)[13], coll. « Voyages », janvier 2020 [14], format papier et numérique ; réed. illustrée Yovana[15], octobre 2022 (ISBN 9791095115212 et 9791095115311)
- Un mari d’Asie[16], récit, Viator, avril 2005. rééd. Éditions des Quatre Seigneurs, avril 2021, (ISBN 9782957310265). Publié en anglais sous le titre Wedded to Asia, Viator, 2011, (ISBN 9789558736081)
- N'oublie pas Irma[17],[18],[19], roman (Yovana), novembre 2018, format papier et numérique (ISBN 9791095115168)[20]
- Poids de naissance, roman (00h00.com), janvier 2000, format papier et numérique (ISBN 2745401866)

## Télévision
- Le Dessous du ciel[3], série en 24 épisodes réalisée par Roger Gillioz, avec Marie-Georges Pascal, Gérard Chambre, Patrick Verde et Pierre Brice.
  - Diffusion en France : 1974, 1978, 1985
  - Diffusion en Suisse : 1976
  - Diffusion en Allemagne (sous le titre Ein Mädchen fällt vom Himmel) : 1976, 1983